# Saccogyna subacuta
Saccogyna subacuta là một loài Rêu trong họ Geocalycaceae. Loài này được Stephani mô tả khoa học đầu tiên năm 1922.